# خورخه سالسدو کابررا
خورخه سالسدو کابررا (انگلیسی: Jorge Salcedo Cabrera؛ زادهٔ ۲۵ نوامبر ۱۹۴۷) مهندس عمران اهل کلمبیا است. وی متخصص ضد نظارت، و رئیس سابق امنیت میگل رودریگز اورخوئلا و کارتل کالی بود که به عنوان خبرچین با ادارهٔ مبارزه با مواد مخدر آمریکا همکاری می‌کرد. اطلاعات او در مورد کارتل (در عملیات کرنراستون) منجر به انحلال نهایی کارتل شد، در نتیجه سالسدو و خانواده‌اش وارد برنامهٔ حفاظت از شاهدان فدرال ایالات متحده شدند.